# Hépatosplénomégalie
 Mise en garde médicale
Une hépatosplénomégalie est l'association d'une augmentation de volume du foie (hépatomégalie) et de la rate (splénomégalie). 
Le diagnostic se fait à la palpation de l'abdomen lors d'un examen clinique, ou en réalisant des examens complémentaires comme l'échographie abdominale, le scanner ou l'IRM.
Une hépatosplénomégalie est le signe d'une pathologie sous-jacente. On la retrouve dans de très nombreuses maladies, par exemple dans la maladie de Gaucher. Elle peut également être le reflet d'une hypertension portale souvent associée à une insuffisance cardiaque droite ou une cirrhose.